# María Eugenia Ramos
María Eugenia Ramos (Tegucigalpa, Honduras, 26 de noviembre de 1959) es una escritora hondureña.

## Trayectoria
A los 7 años publicó su primer trabajo literario en la revista Ariel de Medardo Mejía.
Estudió magisterio y fue dirigente estudiantil en los años 70. Estudió periodismo y literatura en la Universidad Nacional Autónoma de Honduras.
Ha participado en numerosos encuentros de escritores e intelectuales centroamericanos y mexicanos. Participó como narradora del Simposio de Literatura Escrita por Mujeres en América Latina, realizada en Guadalajara, México en 1993.

## Obras
- Porque ningún sol es el último (Ediciones Paradiso, 1989)
- La visión de país en Clementina Suárez y Alfonso Guillén Zelaya (coautora) (Programa de las Naciones Unidas para el Desarrollo, 2002)
- Una cierta nostalgia (Editorial Guardabarranco, 2000; Editorial Iberoamericana, 2010).

## Reconocimientos
En 1978 obtuvo el primer premio en la rama de poesía en el certamen literario «Independencia Nacional», auspiciado por el Banco Atlántida.
Su obra está incluida en una antología bilingüe francés-español de poesía hondureña publicada por Ediciones Patiño, Suiza en 1997.
En 2011 fue designada como uno de Los 25 secretos literarios mejor guardados de América Latina por la Feria del Libro de Guadalajara.